# Médaille Metge
Pour les articles homonymes, voir Metge.
La médaille Metge (Dame Joan Metge Medal) est une distinction en sociologie décernée par la Société royale de Nouvelle-Zélande.

## Histoire
En reconnaissance de la contribution de Joan Metge aux sciences sociales, la Royal Society of New Zealand a créé la médaille en 2006, qui est décernée tous les deux ans à un sociologue néo-zélandais pour son excellence dans l'enseignement, la recherche et/ou d'autres activités contribuant à la capacité établir des relations bénéfiques entre les participants à la recherche.
La médaille Dame Joan Metge a été décernée pour la première fois en 2008.

## Lauréats
Les récipiendaires de la médaille ont été  :
En 2008, Diana Lennon, dont les recherches en tant que pédiatre scientifique ont eu un impact majeur sur la vie des enfants néo-zélandais ; et Philippa Howden-Chapman, dont les recherches ont eu un impact majeur sur notre compréhension du lien entre logement, énergie et santé.
En 2010, Richie Poulton (en), pour son travail en tant que directeur de l'étude longitudinale de l'Université d'Otago qui suit la santé et le développement de plus de 1 000 bébés nés à Dunedin en 1972/3, apportant des contributions substantielles à de nouvelles connaissances ; et Richard Bedford (en), pour sa contribution au développement des sciences sociales sur une longue période, et a apporté des contributions majeures à de nouvelles connaissances dans le domaine des migrations, en particulier dans la région Asie-Pacifique.
En 2012, Janet Holmes (en), pour sa contribution exceptionnelle à la linguistique ; et Linda Tuhiwai Smith, pour sa contribution exceptionnelle à l'inspiration, au mentorat et au développement des capacités des chercheurs maoris par l'enseignement et la recherche.
En 2014, Alison Jones (en), pour l'impact significatif qu'elle a eu sur la recherche et la pratique en éducation en Nouvelle-Zélande, en particulier sur les relations éducatives entre les Maoris et les Pakeha et l'éducation des femmes au niveau supérieur.
En 2016, Stuart McNaughton, pour ses contributions au renforcement des capacités de recherche en sciences de l'éducation, à l'avancement de l'alphabétisation et du développement du langage, et pour son impact fondé sur des données probantes sur les politiques éducatives aux niveaux national et international.
En 2018, Suzanne Pitama (en), pour sa contribution considérable à l'inspiration et au développement de nouvelles capacités et connaissances de recherche pour la formation des professionnels de la santé afin de lutter contre les inégalités critiques en matière de santé des Autochtones à Aotearoa en Nouvelle-Zélande.
En 2020, Steven Ratuva, pour son mahi sur l'ethnicité, le racisme et la discrimination positive, avec une expertise dans les conflits et la protection sociale.